# スープカレー

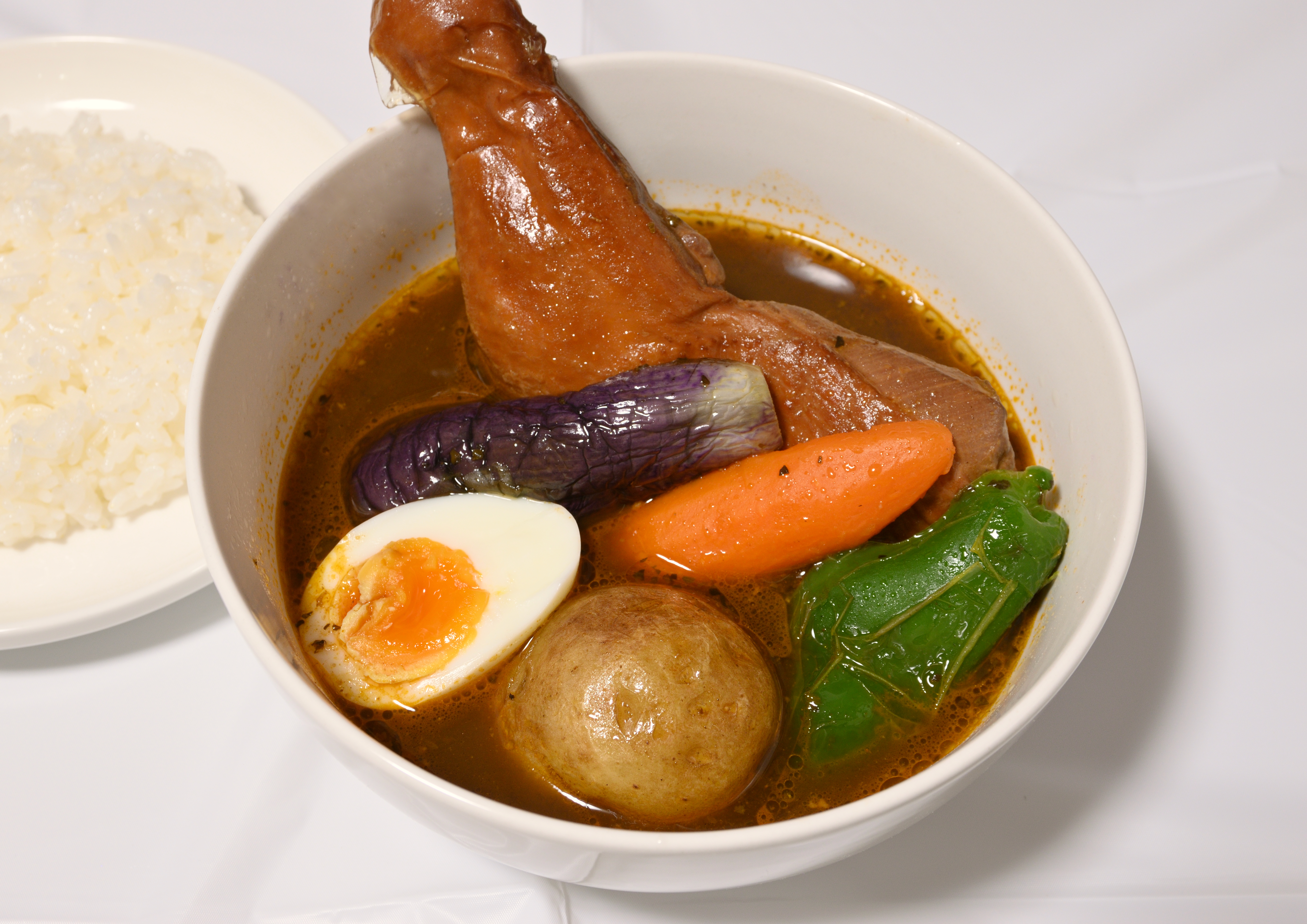
スープカレーの例

スープカレーは、日本のカレー料理のひとつ。スパイスの香り・刺激・辛みのきいたスープと、大振りの具が特徴である。2000年代に札幌市でブームとなり、その後全国に広まった。

## 概要
札幌市には2000年代のブームの後もスープカレーを提供する店が200店以上存在する。各店は個性を競い合っており、多様なバリエーションがある。札幌発祥の店が北海道内、全国、さらに海外にも進出している。

## 札幌スープカレー

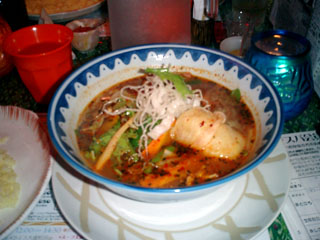
スープカレーの例
（マジックスパイスのもの）

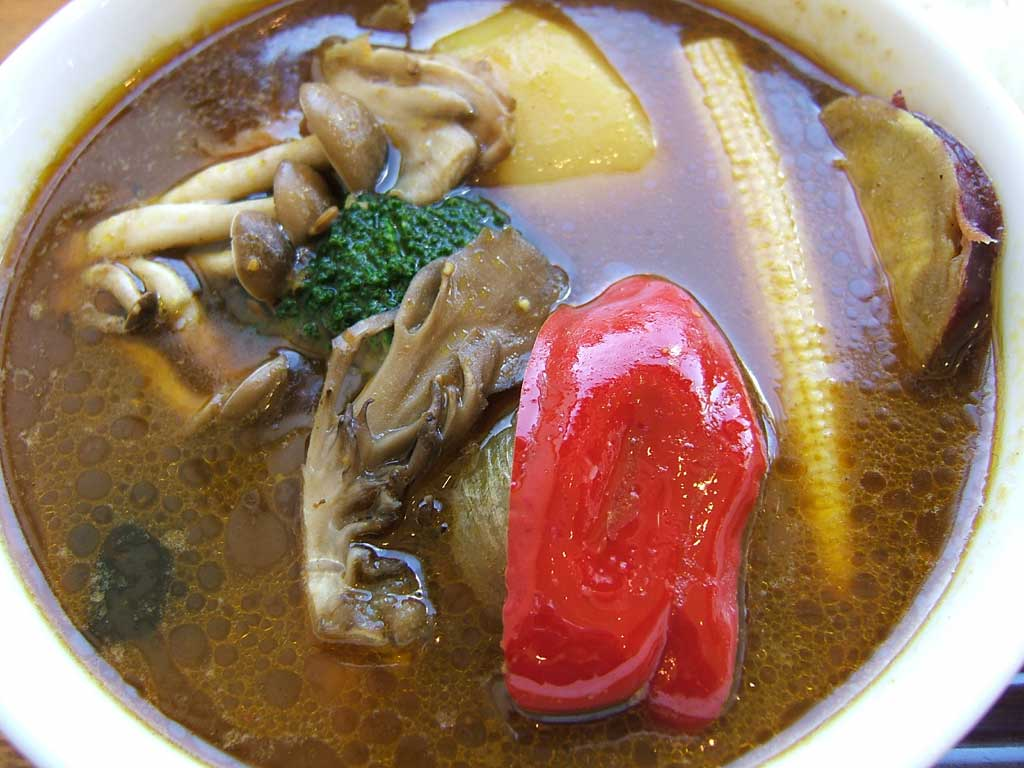
スープカレーの例
（はれる屋（倶知安町のもの））

1971年に札幌市に開店した喫茶店『アジャンタ』が1975年（昭和50年）ごろに発売した「薬膳カリィ」が原型と言われている。同市で徐々に人気が広まり、2000年代には大ブームというべき状況になった。
札幌市では『アジャンタ』以外にも『スリランカ共我国』（1984年開店）、『木多郎』（1985年開店）が個性的なカレーを提供していた。後発だが自分の店のカレーを「スープカレー」と命名し、元祖スープカレーの店と称したのは1993年（平成5年）に札幌市白石に開店した『マジックスパイス』である。これらの店は「スープカレー第1世代」と呼ばれている。
スープカレー第1世代の各店にはそれぞれ熱狂的なファンがついたものの、飲食業界の中ではまだまだマイナーな存在だった。『北海道新聞』の掲載記事をたどってみると「スープカレー」の語が紙面で初めて確認されるのは、1996年（平成8年）に道東部で限定開催されたカレー教室の告知記事においてであり、1998年（平成10年）にスープカレーのレシピがコラム記事として掲載され、翌1999年（平成11年）ころになって札幌市内のスープカレー専門店の記事が目立つようになっている。スープカレーのバイブル的な本『北海道スープカレー読本』（2004年）の著書・樺沢紫苑は1999年を「乱立元年」としている。
第1世代の店をリスペクトしつつ、より親しみやすい味にした「スープカレー第2世代」の「らっきょ」や「心」は、2000年代のスープカレーブームの中心を担ったといえる。
2000年代、樺沢の『札幌激辛カレー批評』、『仏太のカレー修行』などのスープカレー情報を発信するウェブページが人気を集めた。2002年には札幌市を中心とするカレー店100店を紹介するガイドブック『カレー賛昧』が刊行され、3万3千部を売り上げた。インターネットアクセスがまだまだマニアのものだった時代、ガイドブックで食べ歩きを容易にし、スープカレーブームを加速した。
2003年には『マジックスパイス』が神奈川県の「横濱カレーミュージアム」に出店して大評判になり、札幌発のスープカレーが全国に知られるきっかけになった。その後、札幌発のスープカレー店が各都市に進出し、大手牛丼チェーンやファミリーレストラン、コンビニエンスストアでもスープカレーが販売された。
また、人気タレントの大泉洋が「スープカレーファン」を標榜したこともブームを大きく後押しした。大泉は、2004年（平成16年）にベル食品から発売された「本日のスープカレーのスープ」（スープカレーの素）の監修を務めるとともにエッセイ写真集『本日のスープカレー』（2006年、HAJ出版）、ISBN 978-4902882001）を上梓、『100%スープカレー』と題するDVDをリリースしている。
2012年（平成24年）時点では札幌市内にはスープカレーの専門店が200店以上あり、日本全国規模の商品にもスープカレー関連商品があり、文化として定着したことがうかがえる。さらに2014年から2017年の3年間には、札幌市内だけで200店舗以上のスープカレー店が開店したとされる。
2017年（平成29年）の『ミシュランガイド北海道 2017 特別版』に『カレー食堂 心』ほか7店が掲載された。

### 特徴
- スパイスの効いた旨みのあるスープと、大ぶりの具。
- 煮込み料理と違って、スープと具は別々に調理する。メインの具はもともとチキンレッグが基本だったが、現在ではほかに豚角煮・ラムチョップ・魚介類などを選択できる店が増えている。これに茹でたり素揚げしたジャガイモ、ニンジン、ナス、ピーマン、オクラ、カボチャ、ゴボウ、ヤングコーン、ブロッコリー、レンコンなどの野菜が組み合わされる。
- 「トマト系スープカレー」では、フォン・ド・ボー（仔牛のダシ）を使ったり、炒めたバジルとその香味オイルをたっぷり浮かべることが多い。

### 源流店
以下の店舗がスープカレーの源流店と考えられている。
アジャンタ薬膳カリィ店
スープカレー店の多くの店主が「大きな影響を受けた店」として名前を挙げている店である。店主の辰尻宗男（1934年 - 2009年）は薬売りの行商で知られる富山県の生まれで、幼少期に札幌に移り住んだ。両親は薬局を営んでいた。1971年（昭和46年）に札幌市中央区円山に喫茶店を開店。家に伝わっていた漢方の養生食とインド料理を融合した「薬膳カリィ」を考案し、一日20食限定で出したところ、口コミで評判となった。はじめは具無しのスープとライスだったが、1975年（昭和50年）に「もったいないから出汁に使った鶏肉も出して」という客のリクエストによりチキンレッグを入れ、つづいて大振りのニンジンとピーマンも加えるようになった。これがのちのスープカレーの原型となった。
スリランカ狂我国
1984年に開店。インドに近い島国で出汁文化が日本と共通するスリランカのカレーを日本に紹介したごく早い例である。
木多郎
1985年に開店。素揚げ野菜をトッピングするスタイルを考案。「トマト系スープカレー」のルーツでもある。
マジックスパイス
1993年に開店。初めて「スープカレー」という商品名を使った。インドネシアの「ソトアヤム」の要素を取り入れた独特のカレーが人気となり、スープカレーブームを牽引する役割を担った。

### 後続店
らっきょ
1999年（平成11年）、ホテルマンだった井出剛と調理人の開賀津也により開店。以前からあったトマト系スープカレーにフランス料理のフォン・ド・ボーを取り入れ、さらに焦がしバジルを浮かべるというスタイルを広めた。開賀津也はのちに独立し、『カレー食堂 心』を開店した。
TONZI
東京に初めて出店したスープカレー専門店。国立市に開店。創業者のトンジ（斉藤仁）は『アジャンタ薬膳カリィ本舗』で修業した。現在は閉店。TONZIで学んだ米山幸彦は、同店の閉店するタイミングで2002年（平成14年）に『スープカリィ厨房 ガネー舎』を東京都港区新橋で開店した。
奥芝商店
2006年（平成18年）に開店。「エビ系スープカレー」のルーツとして新たな定番を作った。